# Episodi di Bravo Dick (seconda stagione)
La seconda stagione della serie televisiva Bravo Dick è stata trasmessa in anteprima negli Stati Uniti d'America dalla CBS tra il 17 ottobre 1983 e il 16 aprile 1984.
| nº | Titolo originale                   | Titolo italiano | Prima TV USA     | Prima TV Italia |
| -- | ---------------------------------- | --------------- | ---------------- | --------------- |
| 1  | It Happened One Afternoon (Part 1) |                 | 17 ottobre 1983  |                 |
| 2  | It Happened One Afternoon (Part 2) |                 | 24 ottobre 1983  |                 |
| 3  | Animal Attractions                 |                 | 31 ottobre 1983  |                 |
| 4  | The Stratford Wives                |                 | 7 novembre 1983  |                 |
| 5  | The Girl from Manhattan            |                 | 14 novembre 1983 |                 |
| 6  | Don't Rain on My Parade            |                 | 21 novembre 1983 |                 |
| 7  | Lady & the Tramps                  |                 | 5 dicembre 1983  |                 |
| 8  | The Man Who Came Forever           |                 | 12 dicembre 1983 |                 |
| 9  | The Looks of Love                  |                 | 19 dicembre 1983 |                 |
| 10 | Kirk Goes for the Juggler          |                 | 2 gennaio 1984   |                 |
| 11 | Jug of Wine, Loaf of Bread & Pow   |                 | 9 gennaio 1984   |                 |
| 12 | Cats                               |                 | 16 gennaio 1984  |                 |
| 13 | Curious George at the Firehouse    |                 | 23 gennaio 1984  |                 |
| 14 | Book Beat                          |                 | 30 gennaio 1984  |                 |
| 15 | Kirk Pops the Question             |                 | 6 febbraio 1984  |                 |
| 16 | Best Friends                       |                 | 13 febbraio 1984 |                 |
| 17 | Kirk Ties One On                   |                 | 27 febbraio 1984 |                 |
| 18 | Go, Grandma, Go                    |                 | 5 marzo 1984     |                 |
| 19 | Leave It to the Beavers            |                 | 12 marzo 1984    |                 |
| 20 | Vermont Today                      |                 | 19 marzo 1984    |                 |
| 21 | Send Her Ella                      |                 | 26 marzo 1984    |                 |
| 22 | New Faces of 1951                  |                 | 16 aprile 1984   |                 |